# 動静脈奇形
動静脈奇形（どうじょうみゃくきけい、英: Arteriovenous malformation、AVM）は、毛細血管を通らずに動脈と静脈が異常につながっている状態のことである。多くの場合は無症状であるが、時に痛みや発作、脳卒中の症状がみられる。合併症には、出血（症例の約4％）、スチール症候群、心不全などがあげられる。
動静脈奇形の種類には、脳動静脈奇形と脊髄動静脈奇形があるが、体のどの部分にでも発生する可能性がある。ほとんどの場合、原因は不明である。脳動静脈奇形の危険因子は、遺伝性出血性毛細血管拡張症などである。診断は通常、医用画像によって確認される。
AVMの治療には、外科的切除、血管内塞栓術、または、定位手術的照射が適用される。50歳まで無症状の人は、発症する可能性は低い。脳動静脈奇形の罹患率は、年間10万人あたり約1.3人の割合で新規発症している。男女同等に罹患する。死亡率は約1％である。AVMが最初に説明されたのは1800年代半ばである。